# Царицинка
Цари́цинка (рос. Царицынка) — присілок у складі Первомайського району Томської області, Росія. Входить до складу Сергієвського сільського поселення.

## Населення
Населення — 63 особи (2010; 71 у 2002).
Національний склад (станом на 2002 рік):
- росіяни — 99 %